# アントノフスキー橋
アントノフスキー橋（アントノフスキーばし、ウクライナ語: Антонівський міст, 発音 [ɐnˈtɔn⁽ʲ⁾iu̯sʲkɪj m⁽ʲ⁾ist]）は、ウクライナヘルソン州ヘルソンにある、ドニエプル川を横断する橋桁橋。

## 歴史
1985年12月24日開通。

### ロシアのウクライナ侵攻
2022年ロシアのウクライナ侵攻が始まると、ロシア軍はクリミア半島方面などからアントノフスキー橋を越えてヘルソン州に侵入して制圧。
しかし、徐々にウクライナ軍の反攻が始まるとアントノフスキー橋はロシア軍の重要な補給線の一つとして攻撃目標となり、ハイマースなどを使用した攻撃が行われるようになった。
同年7月にはアントノフスキー橋の床板が爆破され、穴が開いた横を自動車が通過する写真が報道されている。
同年10月に入るとロシア軍はヘルソン市民に対してドニエプル川東岸への避難を勧告、アントノフスキー橋も避難路となった。この最中、ロシア側は10月21日にウクライナ軍がアントノフスキー橋を攻撃して4人が死亡したと発表している。
さらに11月に入るとロシア軍はドニエプル川東岸への撤退を発表した。
11月11日にはウクライナ軍がヘルソンに入るとともに、完全に破壊されたアントノフスキー橋の映像が報道された。